# Брэкстон, Тони
То́ни Мише́ль Брэ́кстон (англ. Toni Michelle Braxton; 7 октября 1967, Северн, Мэриленд, США) — американская певица в стиле ритм-н-блюз, поп и соул, автор песен и актриса. Известна такими хитами, как «Un-Break My Heart», «Breathe Again», «Spanish Guitar», «He Wasn’t Man Enough». Обладательница 7 премий Грэмми и других престижных музыкальных наград. Одна из самых успешных исполнительниц 1990-х.

## Ранние годы
Тони Мишель Брэкстон родилась в Северне, штат Мэриленд 7 октября 1967 года. Её отец, Майкл Конрад Брэкстон-старший, был методистом священнослужителем и работником энергетической компании, а её мать, Эвелин Джексон, уроженка Южной Каролины, была бывшей оперной певицей и косметологом, а также пастором. Дед Брэкстон по материнской линии также был пастором. Брэкстон — старшая из шести братьев и сестер. У неё есть младший брат Майкл-младший (1968 г.р.) и четыре младшие сестры: Трейси Рене (1971—2022), Тованда Хлоя (1973 г.р.), Трина Эветт (1974 г.р.) и Тамар Эстин (1977 г.р.). Они воспитывались в строгой религиозной семье. Брэкстон пела в церковном хоре. Брэкстон училась в Государственном университете Боуи, чтобы получить степень преподавателя, но позднее решила стать певицей после того, как познакомилась с Уильямом Петтауэй-младшим.
В интервью она рассказала, что Петтэуэй, работавший служащим на станции техобслуживания в Аннаполисе, где она как-то заправляла машину, узнал её по местным выступлениям и представился, сказав, что хочет её продюсировать. Несмотря на сомнения, Брэкстон решила, по её словам, «рискнуть» и согласилась.

## Карьера

### The Braxtons
Тони и четверо её младших сестёр (Трейси, Трина, Тоуанда и Тэймар) начали выступать как группа The Braxtons в конце 1980-х и подписали контракт с лейблом Arista Records в 1989 году. Их первый сингл, «Good Life», был выпущен в 1990 году. Он не оказался коммерчески успешным, но привлёк внимание продюсеров и музыкантов Антонио Рейда и Кеннета «Бэбифейса» Эдмондса.
Рейд и Бэбифейс пригласили Тони для записи демоверсии песни «Love Shoulda Brought You Home», которая была написана ими для Аниты Бейкер (для саундтрека к фильму «Бумеранг» c Эдди Мерфи), так как звучание её нижнего голосового регистра схоже со звучанием Бейкер. Бейкер, беременная в тот момент, не записала эту песню, но предложила, чтобы её записала Брэкстон. У Тони, тем временем, уже был контракт с LaFace Records, лейблом Рейда и Бэбифейса и частью Arista Records, по которому она начала записывать свой первый сольный альбом.

## 1990-е годы

### Toni Braxton
В июне 1993 года LaFace выпускает первый одноимённый альбом Toni Braxton. Альбом достигает первой строчки американского чарта Billboard 200. Первый сингл «Another Sad Love Song» достигает седьмого и второго мест в Billboard Hot 100 и R&B Singles соответственно. Второй сингл «Breathe Again» попадает, в свою очередь, в первую пятерку Hot 100 и R&B Singles и на вторую строчку чарта Великобритании. Остальные синглы с альбома — «You Mean the World to Me», «Seven Whole Days» и «How Many Ways» — были выпущены в 1994 году.
Дебютный альбом Брэкстон получил несколько престижных наград, включая три премии Грэмми (в номинации «Лучший новый артист» и две награды за «Лучшее женское вокальное исполнение в стиле ритм-н-блюз» в 1994 и 1995 году). Она также выиграла две награды American Music Awards в 1994 и одну в 1995 году.
Альбом Toni Braxton сертифицирован как восьмикратно платиновый.

### Secrets
В 1996 году Брэкстон выпускает свой второй и самый коммерчески успешный альбом — Secrets. Помимо Бэбифейса, Тони работала над альбомом совместно с Ар Келли, Тони Ричем и Дэвидом Фостером. Брэкстон также выступила одним из исполнительных продюсеров альбома и написала в соавторстве две песни для него, включая сингл 1997 года «How Could an Angel Break My Heart». Этот сингл позже вошёл в мемориальный альбом, посвящённый принцессе Диане, «Diana Princess of Wales Tribute».
Благодаря «You’re Makin’ Me High», первому синглу с альбома, ставшему для Брэкстон первым номером один в чарте Hot 100, альбом достиг второй строчки чарта Billboard 200. «You’re Makin’ Me High» возглавлял ритм-н-блюзовые чарты две недели и имел сходный успех в Европе и Азии.
Второй сингл с альбома, песня «Un-Break My Heart», написанная Дайан Уоррен и ставшая позже визитной карточкой Тони, стал самым успешным в её карьере, проведя одиннадцать недель на первой строчке Hot 100 и столько же возглавляя чарт Hot Dance Singles Sales и в течение четырёх недель чарт Hot Dance Music/Club Play. Сингл также попал на вторую строчку национального чарта Великобритании. Сингл стал № 12 за всю историю в итоговом юбилейном чарте «Hot 100 55th Anniversary» журнала Billboard, посвящённом 55-летию главного хит-парада США.
Другими успешными синглами с альбома стали двойной сингл «I Don’t Want To»/«I Love Me Some Him», достигший первой строчки чарта Hot Dance Music/Club Play, и песня «How Could an Angel Break My Heart», исполненная совместно с Кенни Джи, с которым позже Брэкстон совершила турне.
После 92 недель присутствия в чартах, альбом Secrets был сертифицирован как восьмикратно платиновый, став для Брэкстон вторым коммерчески успешным альбомом.
Тони Брэкстон получила две премии Грэмми за «Лучшее женское вокальное исполнение в стиле поп» и «Лучшее женское вокальное исполнение в стиле ритм-н-блюз», а также две награды American Music Awards в номинациях «Лучшая исполнительница в стиле соул и ритм-н-блюз» и «Лучший альбом в стиле соул и ритм-н-блюз».

### Банкротство и Бродвей
В 1998 году пятикратная обладательница премии Грэмми публично заявила о своём банкротстве и долге размером в 3,9 миллиона долларов США. Вся её собственность, включая престижные награды, была выставлена на торги, чтобы расплатиться с кредиторами.
В то время, как шло судебное разбирательство, Брэкстон, тем не менее, продолжила свою карьеру, воплощая свою актёрскую мечту. Брэкстон предложили роль Бэль, красавицы в мюзикле Диснея «Красавица и Чудовище», которую она с успехом исполняла с сентября 1998 по февраль 1999 года на Бродвее. Тони Брэкстон стала первой афроамериканкой, исполнившей ведущую роль в диснеевском мюзикле.
В начале 1999 года Брэкстон и компания LaFace разрешили свой юридический конфликт совершенно новым контрактом, согласно которому певица продолжит записываться для лейбла и получит гонорар в размере 25 миллионов долларов. Однако, несмотря на урегулирование юридических проблем с компанией, её последующие альбомы имели гораздо меньший коммерческий успех.

## 2000-е годы

### «The Heat»
В январе 2000 года LaFace Records выпускает «He Wasn’t Man Enough», первый сингл с третьего студийного альбома Брэкстон «The Heat». В июне песня добралась до второго места в чарте Hot 100. Видео для песни было номинировано на награды MTV Video Music Awards за «Лучшее женское видео» и «Лучшее видео в стиле ритм-н-блюз» и награду Billboard Music Video Awards в номинации «Лучший клип года в стиле ритм-н-блюз». Альбом «The Heat» был выпущен 25 апреля 2000 года, дебютировав на второй строчке Billboard 200 с количеством продаж 205 тысяч копий за первую неделю, и оставался в главной двадцатке чарта в течение пятнадцати недель подряд.
В процессе написания своего третьего студийного альбома Брэкстон вновь работала с продюсерами Бэбифейсом и Фостером, а также с Родни Джеркинсом и новым музыкантом и поклонником Кери Льюисом. За последнего она позже выйдет замуж. Также сама Брэкстон приняла участие в написании и продюсировании многих треков для альбома.
Второй сингл с альбома, песня «Just Be a Man About It», оказался лишь 32-м в Hot 100 и 6-м в ритм-н-блюзовых чартах. Третий сингл, баллада «Spanish Guitar», достиг всего лишь 98-й строчки Hot 100, но стал первым в Hot Dance & Club Сharts. Четвёртый сингл, «Maybe», остановился на 74-м месте в ритм-н-блюзовых чартах и вовсе не попал в Hot 100.
Несмотря на скромные коммерческие успехи синглов, к концу того же года альбом «The Heat» был сертифицирован RIAA как дважды платиновый.
Брэкстон возглавила годовые итоговые чарты Billboard в номинациях «Лучшая певица в стиле ритм-н-блюз и хип-хоп», «Лучший женский альбом в стиле ритм-н-блюз и хип-хоп» и «Лучшая песня в стиле ритм-н-блюз и хип-хоп в женском исполнении».
Певица получила премию «Aretha Franklin Award» 2000 года как «Артист года» на церемонии Soul Train Lady of Soul Awards.
Брэкстон также была награждена своей шестой статуэткой Грэмми за песню «He Wasn’t Man Enough» в номинации «Лучшее женское вокальное исполнение в стиле ритм-н-блюз». Её альбом также был номинирован в категории «Лучший альбом в стиле ритм-н-блюз», но награду не получил.
Альбом получил награду American Music Awards как «Лучший альбом в стиле соул и ритм-н-блюз» в 2001 году — это третья награда для Брэкстон.

### «More Than a Woman» и уход из Arista
В то время, как готовился выпуск четвёртого студийного альбома, Брэкстон была беременна своим вторым ребёнком. Понимая, что она не сможет как следует представлять и рекламировать свой новый альбом, Брэкстон безуспешно просила лейбл отложить его релиз на более поздний срок. Но альбом был выпущен, как было запланировано ранее компанией, и не был достаточно прорекламирован ни лейблом, ни самой Брэкстон, которая переживала сложную беременность в постельном режиме. Брэкстон обвинила компанию в том, что та не захотела пойти на компромисс и наказала её за то, что она поставила свою семью выше карьеры. В телевизионном шоу на VH1 «Inside Out — Family Comes First» Брэкстон подтвердила свою трудную беременность, протекавшую во время выпуска альбома.
Четвёртый студийный альбом Тони, «More Than a Woman», был выпущен в ноябре 2002 году на лейбле LaFace/Arista и стал последней её работой для этой компании. C коммерческой точки зрения альбом оказался провальным, поскольку он попал лишь на 13-е место с продажами в 97 тыс. копий за первую неделю.
Первый сингл, спродюсированный The Neptunes, «Hit the Freeway», попал на 86-е место в Hot 100 и не имел успеха в радиоэфире. Последующие два сингла, «A Better Man» и «Lies, Lies, Lies», также провалились и не попали в Hot 100. Тем временем, промовинил с песнями «Give It Back» и «Let Me Show You the Way (Out)» был предоставлен клубным диджеям.
Перед выпуском альбома между Брэкстон и рекорд-продюсером Ирвом Готти разгорелся спор из-за того, что тот публично проигрывал незавершённую версию песни «No More Love», которую он продюсировал для альбома и которая должна была стать первым синглом. По этой причине Брэкстон отказалась выпускать этот материал.
В том же году Брэкстон снова разозлили, когда рэпер Джей-Зи использовал тот же самый семпл из песни Тупака «Me and My Girlfriend» для совместной с Бейонсе песни «03 Bonnie & Clyde», который Брэкстон уже использовала в треке «Me & My Boyfriend».
После 14 лет сотрудничества в апреле 2003 года Брэкстон внезапно покидает лейбл Arista и незамедлительно подписывает новый контракт с компанией Blackground Records (Universal Music Group), возглавляемой Барри Хэнкерсоном, её менеджером в то время (а также дядей и бывшим менеджером покойной певицы Алии и бывшим мужем певицы Глэдис Найт). Такое изменение обстановки, тем не менее, не помогло её музыкальной карьере. Пятый студийный альбом «Libra» имел слабое продвижение со стороны нового лейбла и относительно слабые продажи.

### «Libra»
В апреле 2005 года Blackground выпускает «Please» — первый сингл с будущего альбома «Libra». Сам альбом первоначально планировалось выпустить в июне, но дата выпуска затем несколько раз менялась и, в конце концов, датой релиза было выбрано 27 сентября. К сожалению, на этот раз беспокойства Брэкстон по поводу слабого продвижения альбома и невыполнением лейблом своих обязательств не закончились. «Please» достигает 36-го места в чарте Billboard R&B/Hip-Hop Tracks и не попадает в Hot 100.
Несмотря на это, «Libra» всё же дебютирует на 4-м месте Billboard 200 с 114593 проданными копиями за первую неделю. Альбом также достигает 2-го места в Billboard Top R&B/Hip-Hop Albums. Хотя подобные результаты весьма приличны для альбома без продвижения, они всё же становятся для Брэкстон очередным коммерческим разочарованием.
Второй сингл, «Trippin' (That’s the Way Love Works)», реже попадал на радио и достиг всего лишь 67-го места в чарте Billboard R&B/Hip-Hop Tracks. Этот провал был приписан отсутствию видеоклипа к песне и надлежащей поддержки со стороны лейбла.
Тем не менее, альбом получил золотой статус в конце 2005 года и был продан в количестве 431 тыс. копий к тому времени.
Тем временем, Тони Брэкстон записала песню «The Time of Our Lives», дуэт с группой Il Divo. Песня стала официальным гимном чемпионата мира по футболу 2006 года и была исполнена на его открытии в Берлине 9 июня. Песня также была исполнена на церемонии закрытия, что сделало Тони Брэкстон и Il Divo первыми исполнителями, которые были приглашены на обе церемонии: открытия и закрытия.
Гимн «The Time of Our Lives» достиг 17-го места в национальном чарте Германии. В результате немецкий лейбл Edel Records решил переиздать альбом «Libra» в Германии с новой композицией и новым оформлением.
В том же году певица появилась в финальном сезоне шоу American Idol 5, где исполнила песню «In the Ghetto» Элвиса Пресли с фаворитом шоу Тэйлором Хиксом.

### Шоу в Лас-Вегасе
Тони Брэкстон открыла своё шоу Toni Braxton: Revealed в отеле Flamingo Hotel and Casino в Лас-Вегасе 3 августа 2006 года. Шоу было запланировано на шесть ночей в неделю до марта 2007 года. Позже Тони подтвердила, что её концерты продлятся по август 2007 года. Шоу стало первым в истории сольным выступлением афроамериканского исполнителя, которое попало в десятку лучших шоу Лас-Вегаса. По причине успеха шоу Брэкстон контракт Тони был продлён до августа 2008 года. Однако, певица была госпитализирована из-за болей в груди в апреле 2008 года. После этого шоу было закрыто официально, так как певица по настоянию врачей должна была сконцентрироваться на своём здоровье.

### Уход из Blackground
Брэкстон была освобождена от обязательств по контракту с лейблом Blackground после нескольких судебных разбирательств со своим бывшим менеджером Барри Хэнкерсоном. 12 января 2007 Тони Брэкстон подала в Окружной суд Манхэттена иск против Хэнкерсона на 10 млн долларов, обвиняя его в «мошенничестве, обмане и двойных сделках» и порче её отношений с Arista Records. Согласно Брэкстон, Хэнкерсон ставил собственные финансовые интересы выше её интересов, делал двусмысленные заявления, чтобы скомпрометировать отношения между ней и лейблом Arista, которому он якобы сообщил, что «Брэкстон не желает больше сотрудничать с Arista», в то время как самой Брэкстон он сообщил, что «Arista более не заинтересована в работе с ней». Брэкстон также обвинила Хэнкерсона в сокрытии от неё учётных копий бумаг и лжи по поводку сделок, которые он якобы совершал от её имени. Дело было урегулировано решением, обязывающим Брэкстон возвратить Хэнкерсону полученный аванс в 375 тыс. долларов. Он также должен был получить свои проценты от продаж её следующего альбома, и, в свою очередь, освободить Брэкстон от контрактных обязательств. Соглашение также ограничивало круг компаний, с которыми Брэкстон может заключать контракт.

### Участие в танцевальном телешоу
В августе 2008 года было подтверждено участие Брэкстон в седьмом сезоне телевизионного танцевального шоу-конкурса Dancing with the Stars, в котором она принимала участие до 21 октября. Помимо шоу Брэкстон вместе с другими звёздами проекта приняла участие в зимнем турне с декабря 2008 по февраль 2009 года.

### Запись седьмого альбома
С осени 2007 года Брэкстон периодически делилась с прессой своими планами по поводу записи и выпуска нового, седьмого, студийного альбома. «На следующем альбоме я не буду делать что-либо в стиле хип-хоп. <…> Мне бы хотелось поработать с Майклом Баблом. Мне бы хотелось поработать с Родни Джеркинсом, Ричем Харрисоном вновь и, может быть, с Ne-Yo. Мне действительно нравится его стиль», — сказала певица в интервью интернет-изданию Groovevolt.com. Осенью 2008 года, в интервью афроамериканскому журналу Jet, Тони Брэкстон подтвердила, что подписала новый контракт с лейблом Atlantic Records и действительно записывает новый альбом, который планируется выпустить в следующем году. На пресс-конференции в июле 2009 года Брэкстон заявила, что дата выхода нового альбома назначена на ноябрь того же года, но позже стало известно, что она вновь изменена. Как сообщалось в официальном пресс-релизе Atlantic Records, альбом должен был увидеть свет 2 февраля 2010 года, но позже дата выпуска была вновь перенесена — на весну 2010 года.

## 2010-е годы

### «Pulse»
Седьмой студийный альбом певицы был выпущен 4 мая 2010 года под названием «Pulse» в форматах CD и digital download на Atlantic Records. Альбом дебютировал на 9-м месте в чарте Billboard 200, на 1-м месте в чарте Billboard R&B/Hip-Hop Albums и на 12-м месте в чарте Billboard Digital Albums.
Первым синглом с альбома стала песня «Yesterday», премьера которой состоялась 11 сентября 2009 года на сайте журнала «Essence», а коммерческий выпуск — 3 мая 2010 года. Сингл добрался до 12-го места в чарте Billboard Hot R&B/Hip-Hop Songs.
29 января 2010 года на официальном сайте Брэкстон были опубликованы ещё две песни с будущего альбома — «Hands Tied» и «Make My Heart». Видеоклипы для обеих песен снимал режиссёр Билли Вудраф, прежде снимавший видео для её хитов «Un-Break My Heart» (1996) и «He Wasn’t Man Enough» (2000). Премьера клипов состоялась в середине апреля.
Сингл «Make My Heart» достиг 29-й позиции в чарте Hot R&B/Hip-Hop Songs. Сингл «Hands Tied» достиг 31-го места в том же чарте.
Премьера очередной песни с альбома, «Woman», состоялась 28 июня 2010 года на сайте Yahoo Music. Видео представляет собой «живое» исполнение песни.

### Второе банкротство
В начале октября 2010 года Тони Брэкстон заявила, что вновь подает документы о банкротстве. Первый раз она делала это в 1998 году. Брэкстон заявила, что она владеет не более 10 миллионами долларов, в то время как её долги могут дойти до 50 миллионов.

### Семейное реалити-шоу, новые проекты и награды
В начале 2011 года стало известно, что Тони Брэкстон будет снимать новое реалити-шоу о своей семье для американского кабельного канала WE tv. Шоу Braxton Family Values («Семейные ценности семьи Брэкстон»), стартовавшее 12 апреля, сфокусировано на межличностных отношениях Тони, её матери Эвелин и её четырёх сестер — Трины, Тэймар, Трейси и Тоуанды.
Шоу оказалось настолько успешным, что оно не только было продлено до второго сезона с дополнительным количеством эпизодов (19 вместо первоначальных 13 серий), но и выход нового сезона был ускорен и перенесен с 2012 года на начало ноября 2011 года.
В начале сентября 2011 года американский музыкальный журнал Billboard сообщил о том, что Тони Брэкстон подписала контракт с лос-анджелесской компанией The Collective, которая занимается продвижением артистов на мировой сцене.
17 сентября на церемонии в Атланте Тони Брэкстон была удостоена включения в «Музыкальный зал славы Джорджии» (Georgia Music Hall of Fame).

### Запись нового альбома и «I Heart You»
В феврале 2012 года Тони Брэкстон подтвердила сведения о том, что она работает над новым студийным альбомом и о том, что продюсером альбома будет Эл Эй Рейд. Премьера нового сингла «I Heart You» с ожидаемого альбома состоялась 9 марта.

## Актёрская карьера

### Бродвей
Брэкстон сыграла две главные роли в диснеевских шоу в Бродвейском театре. Её дебютной ролью стала роль Бэль в мюзикле «Красавица и Чудовище» в 1998 году. Композитор Алан Менкен написал песню «A Change in Me» для мюзикла, которая также была написана специально для Тони и с тех пор используется в этом шоу. Брэкстон покинула шоу в феврале 1999 года. Её роль в «Красавице и Чудовище» знаменательна тем, что она стала первым и пока единственным разом, когда роль Бэль на Бродвее исполняла темнокожая женщина. Эта роль также стала первой ролью в диснеевском мюзикле на Бродвее, исполнявшейся чёрной женщиной. С июня по ноябрь 2003 года певица также исполняла главную роль в мюзикле «Аида».
Тони Брэкстон планирует вернуться на бродвейские подмостки с мюзиклом «Чикаго».

### Кино
В 2001 году Брэкстон дебютировала на большом экране с небольшой ролью в комедии «На том свете».
В 2004 году Брэкстон озвучила поющий персонаж по имени Тони в специальном эпизоде для DVD-релиза американского шоу для детей «Blue’s Clues».
В августе 2005 года Брэкстон объявила о том, что она должна была сниматься в пилотной серии ситкома для осеннего сезона канала «The WB». Но эти планы провалились, поскольку канал перестал существовать осенью 2006 года в связи с реорганизацией.
Брэкстон также снялась в ситкоме «Кевин Хилл».
Брэкстон снялась в фильме «The Oogieloves in the Big Balloon Adventure». Прототипом её героини, певицы Розали Роузбад, стала Мэрайя Кэри.

## Личная жизнь
В 2001—2013 годы Брэкстон была замужем за музыкантом Кери Льюисом, от которого у неё есть два сына — Деним Кай Брэкстон-Льюис (род. 02.12.2001) и Дизель Кай Брэкстон-Льюис (род. 31.03.2003).
На концерте в отеле Flamingo в Лас-Вегасе в октябре 2006 года Брэкстон разрыдалась, говоря о том, что её младшему сыну Дизелю недавно диагностировали аутизм. Брэкстон напрямую обвинила врача в том, что болезнь не была распознана раньше, иначе ребёнку можно было оказать бо́льшую помощь.
Когда ей было 30 с небольшим лет, Брэкстон сделала аборт после того, как узнала, что была беременна от своего тогда ещё бойфренда Кери Льюиса. В своих мемуарах «Не разбивай моё сердце» Брэкстон рассказывает о своём аборте и вине, говоря, что аутизм её сына Дизеля был «божьей расплатой».
В настоящий момент Брэкстон является представительницей организации по проблемам аутизма — Autism Speaks, а также благотворительной организации по проблемам снижения риска сердечных заболеваний — American Heart Association.
29 апреля 2019 года племянница Тони Брэкстон, 24-летняя Лорен Брэкстон, дочь её старшего брата Майкла Конрада Брэкстона-младшего, скончалась от интоксикации героином и фентанилом.

### Здоровье
В августе 2007 года в СМИ появились слухи о том, что у Брэкстон рак груди. Сама Брэкстон заявила, что эти слухи ложные и её здоровье в прекрасном состоянии. В 2008 году сообщалось, что у Брэкстон удалили доброкачественную опухоль.
8 апреля 2008 года, за четыре месяца до завершения своего шоу в Лас-Вегасе, Брэкстон была ненадолго госпитализирована. Последующие выступления были отменены. Позднее, уже на шоу Dancing with the Stars, певица сообщила, что у неё капилляропатия.
В ноябре 2010 года Брэкстон сообщила, что страдает волчанкой.

## Дискография

### Альбомы
| Год | Альбом                                                                  | Верхние позиции в мировых чартах | Верхние позиции в мировых чартах | Верхние позиции в мировых чартах | Верхние позиции в мировых чартах | Верхние позиции в мировых чартах | Верхние позиции в мировых чартах | Верхние позиции в мировых чартах | Верхние позиции в мировых чартах | Верхние позиции в мировых чартах | Верхние позиции в мировых чартах | Сертификация RIAA | Продано копий в мире, млн. |
| Год | Альбом                                                                  | Billboard 200                    | Top R&B                          | [ 46 ]                           | [ 45 ] [ 47 ]                    | [ 48 ]                           | [ 49 ]                           | [ 50 ]                           | [ 51 ]                           | [ 52 ]                           | [ 53 ]                           | Сертификация RIAA | Всего                      |
| --- | ----------------------------------------------------------------------- | -------------------------------- | -------------------------------- | -------------------------------- | -------------------------------- | -------------------------------- | -------------------------------- | -------------------------------- | -------------------------------- | -------------------------------- | -------------------------------- | ----------------- | -------------------------- |
| 1993 13 июля | Toni Braxton 1-й студийный альбом (LaFace Records)                      | 1                                | 1                                | 6                                | 4                                | —                                | 7                                | 79                               | 11                               | —                                | 4                                | 8х Платиновый     | 10                         |
| 1996 18 июня | Secrets 2-й студийный альбом (LaFace Records)                           | 2                                | 1                                | 11                               | 5                                | 22                               | 2                                | 65                               | 1                                | 1                                | 10                               | 8х Платиновый     | 15                         |
| 2000 25 апреля | The Heat 3-й студийный альбом (LaFace Records)                          | 2                                | 1                                | 14                               | 1                                | 9                                | 3                                | 25                               | 3                                | 2                                | 3                                | 2х Платиновый     | 4                          |
| 2001 23 октября | Snowflakes 4-й студийный альбом, рождественский альбом (Arista Records) | 119                              | 57                               | —                                | —                                | —                                | 92                               | —                                | —                                | —                                | —                                | Золотой           | —                          |
| 2002 19 ноября | More Than a Woman 5-й студийный альбом (Arista Records)                 | 13                               | 5                                | —                                | —                                | 90                               | 37                               | 114                              | 88                               | 23                               | —                                | Золотой           | —                          |
| 2005 27 сентября | Libra 6-й студийный альбом (Blackground Records)                        | 4                                | 2                                | —                                | —                                | —                                | 60                               | —                                | —                                | 25                               | —                                | Золотой           | —                          |
| 2010 4 мая | Pulse 7-й студийный альбом (Atlantic Records)                           | 9                                | 1                                | —                                | 73                               | —                                | 18                               | 115                              | 83                               | 9                                | 28                               | —                 | —                          |
| «—» обозначает: а) отсутствие альбома в чарте, поскольку альбом не был выпущен в этой стране или не попал в чарт; б) отсутствие сертификации или достоверных данных о ней; в) отсутствие достоверных данных о количестве проданных копий альбома. |                                                                         |                                  |                                  |                                  |                                  |                                  |                                  |                                  |                                  |                                  |                                  |                   |                            |

#### Сборники
- 2003: Ultimate Toni Braxton
- 2004: Artist Collection: Toni Braxton
- 2004: Platinum & Gold
- 2005: Un-Break My Heart: The Remix Collection
- 2005: Breathe Again: Toni Braxton at Her Best
- 2007: The Essential Toni Braxton
- 2008: Playlist: The Very Best of Toni Braxton
- 2010: Essential Mixes
- 2018: Sex & Cigarettes
- 2020: Breathe Again: The Best Of Toni Braxton

#### Бокс-сеты
- 2006: The Collection (включает альбомы Secrets, The Heat и More Than a Woman)
- 2011: Secrets/More Than a Woman

### Синглы

#### Соло
| 1992 | «Love Shoulda Brought You Home»                                                | 33 | 4  | —  | —  | —  | —  | —  | —  | —  | 33 | Boomerang (саундтрек) / Toni Braxton |
| 1993 | «Another Sad Love Song»                                                        | 7  | 2  | —  | 16 | 60 | —  | 23 | —  | —  | 15 | Toni Braxton                         |
| 1993 | «Breathe Again»                                                                | 3  | 4  | 2  | 7  | 52 | 10 | 5  | 25 | —  | 2  | Toni Braxton                         |
| 1994 | «Seven Whole Days» (сингл только для радио)                                    | —  | —  | —  | —  | —  | —  | —  | —  | —  | —  | Toni Braxton                         |
| 1994 | «You Mean the World to Me»                                                     | 7  | 3  | 49 | 6  | 69 | —  | —  | —  | —  | 30 | Toni Braxton                         |
| 1994 | «I Belong to You» / «How Many Ways»                                            | 28 | 6  | —  | 80 | —  | —  | —  | —  | —  | —  | Toni Braxton                         |
| 1996 | «You’re Makin' Me High» / «Let It Flow» (также в саундтреке Waiting to Exhale) | 1  | 1  | 2  | 8  | 47 | 21 | 13 | 11 | —  | 7  | Secrets                              |
| 1996 | «Un-Break My Heart»                                                            | 1  | 2  | 6  | 2  | 2  | 2  | 2  | 1  | 1  | 2  | Secrets                              |
| 1997 | «I Don’t Want To» / «I Love Me Some Him»                                       | 19 | 9  | 71 | 13 | 37 | 10 | 33 | 15 | —  | 9  | Secrets                              |
| 1997 | «How Could an Angel Break My Heart» (при участии Кенни Джи)                    | —  | —  | 87 | —  | —  | 16 | 36 | —  | —  | 22 | Secrets                              |
| 2000 | «He Wasn’t Man Enough»                                                         | 2  | 1  | 5  | 1  | 20 | 12 | 4  | 10 | 7  | 5  | The Heat                             |
| 2000 | «Just Be a Man About It»                                                       | 32 | 6  | —  | 35 | —  | —  | —  | —  | —  | —  | The Heat                             |
| 2000 | «Spanish Guitar»                                                               | 98 | 75 | 44 | 22 | 45 | —  | 17 | 49 | 36 | —  | The Heat                             |
| 2001 | «Maybe»                                                                        | —  | 74 | —  | —  | —  | —  | —  | —  | —  | —  | The Heat                             |
| 2001 | «Snowflakes of Love»                                                           | —  | —  | —  | —  | —  | —  | —  | —  | —  | —  | Snowflakes                           |
| 2001 | «Christmas in Jamaica» (при участии Шэгги)                                     | —  | —  | —  | —  | —  | —  | —  | —  | —  | —  | Snowflakes                           |
| 2003 | «Hit the Freeway» (при участии Лу́на)                                           | 86 | 32 | 46 | 31 | 56 | —  | —  | 40 | 38 | 29 | More Than a Woman                    |
| 2005 | «Please»                                                                       | —  | 36 | —  | —  | —  | —  | —  | —  | —  | —  | Libra                                |
| 2005 | «Trippin' (That’s the Way Love Works)»                                         | —  | 67 | —  | —  | —  | —  | —  | —  | —  | —  | Libra                                |
| 2005 | «Take This Ring»                                                               | —  | —  | —  | —  | —  | —  | —  | —  | —  | —  | Libra                                |
| 2006 | «Suddenly»                                                                     | —  | —  | —  | —  | —  | —  | —  | —  | —  | —  | Libra                                |
| 2009 | «Yesterday»                                                                    | —  | 12 | —  | —  | 20 | —  | —  | —  | 17 | 50 | Pulse                                |
| 2010 | «Make My Heart»                                                                | —  | —  | —  | —  | —  | —  | —  | —  | —  | —  | Pulse                                |
| 2010 | «Hands Tied»                                                                   | —  | 29 | —  | —  | —  | —  | —  | —  | —  | —  | Pulse                                |
| 2012 | «I Heart You»                                                                  |    |    |    |    |    |    |    |    |    |    |                                      |
| «—» обозначает отсутствие сингла в чарте, поскольку сингл не был выпущен в этой стране или не попал в чарт. |                                                                                |    |    |    |    |    |    |    |    |    |    |                                      |

#### С другими артистами
| 1992 | «Give U My Heart» (с Бэйбифейсом)                     | 29 | 2 | —  | — | —  | — | — | — | — | —  | Boomerang (саундтрек)                |
| 2006 | «The Time of Our Lives» (с Il Divo)                   | —  | — | —  | — | 17 | — | — | — | 8 | —  | Voices from the FIFA World Cup       |
| 2010 | «We Are the World 25 for Haiti» (с Artists for Haiti) | 2  | — | 18 | 7 | —  | — | — | 5 | — | 50 | Благотворительный сингл, без альбома |
| «—» обозначает отсутствие сингла в чарте, поскольку сингл не был выпущен в этой стране или не попал в чарт. |                                                       |    |   |    |   |    |   |   |   |   |    |                                      |

### Видеоальбомы
- 1994: Toni Braxton: The Hit Video Collection (компиляция; VHS, DVD)
- 2000: He Wasn’t Man Enough (DVD-сингл)
- 2000: Just Be a Man About It (DVD-сингл)
- 2001: From Toni with Love… The Video Collection (компиляция; DVD)

## Турне
- 1997: Secrets Tour
- 2006: Libra Tour

## Награды
В течение всей своей карьеры Тони Брэкстон была номинирована и награждена многими престижными американскими и международными наградами, среди которых 7 наград American Music Awards, 5 наград Billboard Music Awards, 7 Грэмми, 1 награда NAACP Image Awards, 4 награды Soul Train Music Awards и др.

## Фильмография
| Год  |   | Русское название | Оригинальное название                       | Роль                         |
| ---- | - | ---------------- | ------------------------------------------- | ---------------------------- |
| 2001 | ф | На том свете     | Kingdom Come                                | Хуанита Слоукамб             |
| 2002 | ф | —                | Play’d: A Hip Hop Story                     | Шонда                        |
| 2005 | с | Кевин Хилл       | Kevin Hill                                  | Терри Кнокс (в 3-х эпизодах) |
| 2012 | ф | —                | The Oogieloves in the Big Balloon Adventure | Розали Роузбад               |